# Théâtre Dailes
Le Théâtre Dailes est un théâtre de Riga en Lettonie. Son fondateur est l'acteur et metteur en scène Eduards Smiļģis, qui en son temps travaillait au Théâtre letton à Saint-Pétersbourg.

## Histoire
Après la Guerre d'indépendance de la Lettonie, en janvier 1920, quand l’État letton commençait à fonctionner, il était prévu de fonder à la capitale une maison du peuple sous la direction de Rainis. Faute de moyens à l'époque il n'était pas envisageable de construire un bâtiment pour accueillir cet établissement. Finalement on a libéré et aménagé les locaux de la société de crédit des artisans lettons de Riga (en letton: Rīgas latviešu amatnieku palīdzības biedrība). Petit à petit, l'idée de la maison du peuple fut remplacée par celle du théâtre dont le nom a été trouvé par Ansis Gulbis. On l'a inauguré le 19 novembre 1920, avec le spectacle Indulis un Ārija d'après la pièce de Rainis.
En automne 1924, on a fondé le studio d'art dramatique destiné à former les futurs acteurs de la troupe. La méthode d'enseignement y était celle de classe de maître. Le studio fonctionnait pendant trois saisons successives.
En 1925, la troupe a participé à l'Exposition internationale des Arts décoratifs et industriels  modernes à Paris où Eduards Smiļģis a reçu une médaille d'or.
Les locaux se situaient, au départ, au 25 rue Romanov (aujourd'hui Lāčplēša iela). En 1977, le théâtre a déménagé dans le nouveau bâtiment spécialement construit au 75 rue Lénine (aujourd'hui Brīvības iela), mais les ateliers restaient à l'ancienne adresse jusqu'à 1991. Le nouveau bâtiment est exécuté dans le style moderne. Son projet était choisi lors d'un concours d'architecture remporté par Marta Staņa et Imants Jākobsons en 1956. Au projet ont également contribué les architectes T.Ieviņa, I.Jākobsons et H.Kanders. Les trois salles de spectacle Lielā zāle, Mazā zāle et  Kamerzāle offrent respectivement 1004, 199 et 90 places de spectateurs. Un monument à l'effigie de Voldemārs Irbe est érigé près du Théâtre Dailes en 1999.

## Direction
En mars 2020, Juris Žagars remplace Andris Vītols au poste de directeur du théâtre. 